# Árdánháza
Árdánháza (Арданово) falu Ukrajnában, Kárpátalján, a Beregszászi járásban.

## Fekvése
Beregszásztól északkeletre, Medence és Boród közt fekvő település.

## Története
A trianoni békeszerződés előtt Bereg vármegye Munkácsi járásához tartozott.
1910-ben 1195 lakosából 28 magyar, 53 német, 1114 ruszin volt. Ebből 1136 görögkatolikus, 49 izraelita volt.